# Lora del Río
Lora del Río là một đô thị ở tỉnh Sevilla, Tây Ban Nha. Theo điều tra dân số năm 2006 của Viện thống kê quốc gia Tây Ban Nha, đô thị này có dân số19077 người.